# Chunking
Der Begriff des Chunking (im Deutschen manchmal frei mit „Bündelung“ übersetzt) wurde 1956 von George A. Miller eingeführt. Die Chunking-Hypothese beinhaltet Aussagen über den Umfang der Kurzzeitgedächtnisspanne, die nach Miller 7±2 Chunks beträgt und genetisch determiniert ist. 
Dabei wird der spezifische Inhalt einzelner Chunks als unbedeutend für das Kurzzeitbehalten gesehen. Folglich beträgt die Gedächtnisspanne – unabhängig von Reizmaterialien wie Binärzahlen, Dezimalzahlen, Buchstaben oder Wörtern – in etwa fünf bis neun Chunks, während der Informationsgehalt (bits) dieser Materialien sehr unterschiedlich sein kann.
Beispielsweise lässt sich folgende Zusammensetzung aus Buchstaben nur schwer lernen: BYGROUPINGITEMSINTOUNITSWEREMEMBERBETTER. Um den Lernprozess zu erleichtern, zerlegen wir dieses Wortgeflecht in einzelne Chunks: BY GROUPING ITEMS INTO UNITS WE REMEMBER BETTER. Wir haben nun acht Chunks und sind in der Lage, uns diesen Satz bzw. das anfängliche Wortgeflecht besser einzuprägen.
Neuere Arbeiten zeigen jedoch, dass die Gedächtnisspanne reizabhängig ist. Sie ist zum Beispiel für Wörter größer als für Nichtwörter (Hulme u. a. 1997). Der klassische Aufsatz von Miller ist historisch bedeutsam, weil die Ergebnisse seiner Untersuchungen belegen, dass Maße der informationstheoretischen Psychologie nicht auf die Messung der Kurzzeitgedächtnisspanne anwendbar sind.
Untersuchungen der University of Missouri (2001) lassen annehmen, dass die Kapazität des Kurzzeitgedächtnisses deutlich geringer ist, als von Miller angenommen. Demnach sollte man von 3 bis 4 Chunks ausgehen. Es stellt sich daher die Frage, ob man den Begriff des Chunking weiterhin verwenden sollte, ist er doch mit der Zahl 7±2 assoziiert.